# 山川健次郎
山川健次郎（日语：／ Yamakawa Kenjirō，1854年9月9日—1931年6月26日），男爵，日本教育家、学者，东京帝国大学物理学教授（日本第一个物理学教授）。曾任东京帝国大学、京都帝国大学和九州帝国大学等大学的校长，私立明治专门学校（现九州工业大学）总裁，武藏高等學校 (舊制)（現武藏大學）校长(總長)等职。

## 生平
- 1854年（嘉永7年）出生， 会津藩士山川尚江（なおえ）第三子。
- 1860年（万延元年） 父亲山川重固去世、兄・大蔵(后来的山川浩)继任家督。
- 1868年（明治元年） 会津战争。开城、受猪苗代的谨慎处分，逃往越后，就读于长州藩士奥平謙輔门下。
- 1871年（明治4年） 斗南藩再次兴起之后、被选为国费留学生前往美国留学。
- 1875年（明治8年） 在耶鲁大学取得物理学学士学位后返回日本。
- 1876年（明治9年）在 东京开成学校（第二年改编为东京帝国大学）任候补教授、担当美国学者ピーター・ベーダー（ピーテェル・ベダル）的助手。
- 1879年（明治12年） 成为日本第一个物理学教授。
- 1888年（明治21年）被东京帝国大学授予理学博士学位。
- 1901年（明治34年） 48岁担任东京帝国大学校长。
- 1904年（明治38年）成为 貴族院勅選議員（～1913年（大正2年））。
- 1905年（明治39年） 日俄战争后，一些教授因为批评政府而受到处分(戶水事件)，辞去东大校长职务。
- 1907年（明治41年） 由安川财阀（安川敬一郎・松本健次郎亲儿子）出资，协助建立了明治专门学校（現九州工業大学），并担任校长。
- 1911年（明治44年）担任 九州帝国大学首任校长。
- 1913年（大正2年） 再次担任東京帝国大学校长。12月、被授予男爵爵位。
- 1914年（大正3年）由于 泽柳事件、兼任京都帝国大学校长（直到第二年）。
- 1920年（大正9年） 辞去东京帝国大学校长职务。

## 家族
- 父：山川重固（会津藩国家老）
  - 兄：浩（陆军少将、男爵）
  - 姉：操（明治天皇兼昭憲皇太后付女官）
  - 姉：双页（女教育家）
  - 妹：捨松（元老・大山巌公爵之妻）
- 妻：鉚（りゅう、建築家・辰野金吾的妻妹）
  - 長男：洵（日本农艺化学会副会長、東京帝国大学教授）
  - 三女：照子（東京都知事・东龙太郎之妻）
- 曾孫：箙田鶴子（えびら たづこ、作家。健次郎长女之孫）

## 人物
- 少年时期曾经加入白虎队的故事广为人知。根据其这一时期的经验，从会津藩的视角观察戊辰战争而写成的会津戊辰战史于1932年（昭和7年）出版。在本书当中，山川首次将奥羽越列藩同盟一方称为「东军」，而将新政府军称为「西军」，至此以后站在会津藩的立场写成的史书和历史小说中，多沿用此稱呼。曾为了秩父宫妃势津子的婚约而四处奔走。
- 早年忠於會津藩，中年後逐漸轉化成愛國心。日俄戰爭時，不顧身為東京大學總長的身分，對陸軍部說「讓我以一個士兵的身分參戰吧」，此舉令軍隊人事負責人感到相當困擾。
- 因为精通物理学，所以是个典型的现实主义者。据说曾对妹妹山川捨松等留学生接受洗礼而皈依基督教一事提出过怀疑。大正時代的千里眼事件中，第一个提出质疑的人也是山川健次郎。
- 很多书中都将他称为「第一个吃咖喱饭的日本人」。事实上没人知道谁是第一个吃咖喱饭的日本人，只是在他的回忆录中记载了1871年在开往美国的船上吃到了咖喱饭。不过据说之所以吃咖喱饭是因为只有这一样吃的，而且还都把咖喱给剩下了。

## 相關条目
武蔵中学校・高等学校 - 但任帝国大学校长之后，出任第二任校长。

## 传记
- 星亮一 『山川健次郎伝-白虎隊士から帝大総長へ』 平凡社、2003年 ISBN 4582831818